# Transnístria
Transnístria (en rus Приднестровье, Pridnestróvie; en ucraïnès: Придністров'я, Prydnistròvia, Наддністрянщина, Naddnipriànsxyna; en romanès Transnistria o Stânga Nistrului), anomenada oficialment República Moldava de Transnístria (en moldau Република Молдовеняскэ Нистрянэ, Republica Moldovenească Nistreană segons l'escriptura llatina del romanès, no oficial a la regió; en rus Приднестровская Молдавская Республика, Pridnestróvskaia Moldàvskaia Respúblika; en ucraïnès Придністровська Молдавська Республіка, Prydnistrovska Moldavska Respúblika) és un estat independent no reconegut per la comunitat internacional, situat entre Moldàvia i Ucraïna, situat a la Transcaucàsia que només ha estat reconegut per altres tres estats no reconeguts per les Nacions Unides, Abkhàzia, Ossètia del Sud i República d'Artsakh. De iure, la totalitat del seu territori és moldau, malgrat que Moldàvia no el controla de facto. El nom prové de la situació geogràfica de la regió, és a dir, més enllà del riu Dnister o Dnièster. Fent referència al riu, en alguns mitjans ha rebut també el nom de Transdníster o Transdnièster.

## Història

### Administració soviètica i romanesa

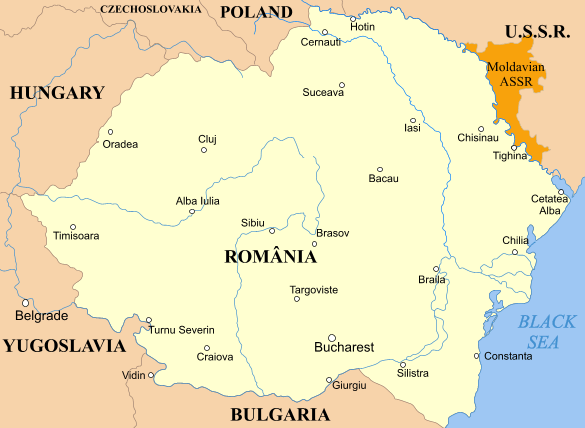
L'RSS de Moldàvia (taronja) i Romania, 1924-1940

Transnístria es va convertir en una entitat política autònoma el 1924 amb la proclamació de l'RSS de Moldàvia, que incloïa l'actual Transnístria (4.100 km²) i una zona adjacent (4.200 km²) al voltant de la ciutat de Balta, a l'actual Ucraïna, però sense incloure cap part de Bessaràbia, que llavors formava part de Romania. Una de les raons per a la creació de l'RSS de Moldàvia va ser el desig de la Unió Soviètica d'incorporar Bessaràbia. L'RSS de Moldàvia es va formar a partir d'una part de Bessaràbia (arrabassada a Romania el 28 de juny, després del pacte Mólotov-Ribbentrop) i d'una part de l'RSS de Moldàvia aproximadament equivalent a l'actual Transnístria.
El 1941, després que les potències de l'Eix envaïssin la Unió Soviètica durant la Segona Guerra Mundial, van derrotar les tropes soviètiques a la regió i la van ocupar. Romania va controlar tota la regió entre els rius Dnièster i Bug del Sud, incloent-hi la ciutat d'Odessa com a capital local.
El territori administrat per Romania, conegut com la Governació de Transnístria, amb una superfície de 39.733 km² i una població de 2,3 milions d'habitants, estava dividit en 13 comtats: Ananiev, Balta, Berzovca, Dubasari, Golta, Jugastru, Movilau, Oceacov, Odessa, Ovidiopol, Rîbnița, Tiraspol i Tulcin. En aquesta Transnístria ampliada vivien prop de 200.000 persones de parla romanesa.
L'administració romanesa de Transnístria va intentar estabilitzar la situació a la zona sota control romanès, aplicant un procés de romanització.
Durant l'ocupació romanesa de 1941-44, entre 150.000 i 250.000 jueus ucraïnesos i romanesos van ser deportats a Transnístria; la majoria van ser executats o van morir per altres causes en guetos i camps de concentració de la Governació.
Després de l'avenç de l'Exèrcit Roig a la zona el 1944, les autoritats soviètiques van executar, exiliar o empresonar centenars d'habitants de l'RSS de Moldàvia els mesos següents, acusats de col·laborar amb els ocupants romanesos. Una campanya posterior es va dirigir contra les famílies camperoles riques, que van ser deportades al Kazakhstan i Sibèria. En el transcurs de dos dies, el 6 i 7 de juliol de 1949, un pla anomenat “Operació Sud” va suposar la deportació de més d'11.342 famílies per ordre del ministre de Seguretat de l'Estat de Moldàvia, Iosif Mordovets.

### Secessió

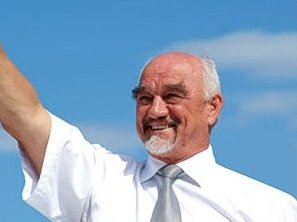
Igor Smirnov, primer president de Transnístria del 1991 al 2011

En la dècada de 1980, les polítiques de perestroika i glàsnost de Mikhaïl Gorbatxov a la Unió Soviètica van permetre la liberalització política regional. Això va conduir a la creació de diversos moviments informals en tot el país, i a un augment del nacionalisme en la majoria de les repúbliques soviètiques. En l'RSS de Moldàvia, en particular, es va produir un important ressorgiment del nacionalisme proromanès entre els moldaus. El més destacat d'aquests moviments va ser el Front Popular de Moldàvia. A principis de 1988, el FPM va exigir a les autoritats soviètiques que declaressin el moldau com a única llengua estatal, que tornessin a utilitzar l'alfabet llatí i que reconeguessin la identitat ètnica compartida de moldaus i romanesos. Les faccions més radicals del Front Popular van adoptar postures extremament antiminoritàries, etnocèntriques i xovinistes. i van demanar que les poblacions minoritàries, en particular els eslaus (principalment russos i ucraïnesos) i els gagaüsos, marxessin o fossin expulsats de Moldàvia.
El 31 d'agost de 1989, el Soviet Suprem de l'RSS de Moldàvia va adoptar el moldau com a llengua oficial, conservant el rus només per a finalitats secundàries, va tornar el moldau a l'alfabet llatí i va declarar una identitat lingüística compartida entre moldaus i romanesos. Quan es van fer públics els plans de grans canvis culturals a Moldàvia, les tensions van augmentar encara més. Les minories ètniques es van sentir amenaçades per les perspectives d'eliminar el rus com a llengua oficial, que servia de mitjà de comunicació interètnica, i per la possible reunificació futura de Moldàvia i Romania, així com per la retòrica etnocèntrica del Front Popular. El Moviment Yedinstvo (Unitat), creat per la població eslava de Moldàvia, va pressionar perquè es donés el mateix estatus al rus i al moldau. La composició ètnica i lingüística de Transnístria diferia significativament de la major part de la resta de Moldàvia. La proporció de russos i ucraïnesos era especialment alta i la majoria de la població, alguns d'ells moldaus, parlaven rus com a llengua materna.
El Front Popular nacionalista va guanyar les primeres eleccions parlamentàries lliures a l'RSS de Moldàvia a principis de 1990, i el seu programa va començar a aplicar-se lentament. El 2 de setembre de 1990, una assemblea ad hoc, el Segon Congrés dels Representants del Poble de Transnístria, va proclamar la República Socialista Soviètica de Moldàvia (RSPM) com a república soviètica, després de l'èxit d'un referèndum. La violència es va intensificar quan, l'octubre del 1990, el Front Popular va demanar als voluntaris que formessin milícies armades per impedir un referèndum d'autonomia a Gagaúsia, que tenia una proporció encara més gran de minories ètniques. En resposta, es van formar milícies de voluntaris a Transnístria. L'abril de 1990, torbes nacionalistes van atacar els diputats d'ètnia russa, mentre la policia moldava es negava a intervenir-hi o a restablir l'ordre.
Per tal de preservar una RSS moldava unificada dins de l'URSS i evitar que la situació s'agreugés encara més, el llavors president soviètic Mikhaïl Gorbatxov, alhora que citava la restricció dels drets civils de les minories ètniques per part de Moldàvia com a causa de la disputa, va declarar que la proclamació de Transnístria mancava de base legal i la va anul·lar mitjançant un decret presidencial el 22 de desembre de 1990. No obstant això, no es va emprendre cap acció significativa contra Transnístria i les noves autoritats van poder establir lentament el control de la regió.
Després de l'intent de cop d'estat soviètic del 1991, l'RSS de Moldàvia va declarar la seva independència de la Unió Soviètica; el 5 de novembre de 1991 Transnístria va abandonar la seva ideologia socialista i va passar a anomenar-se «República Moldava de Pridnestrovia». En la seva declaració d'independència, la Moldàvia exsoviètica proclama solemnement l'anul·lació de tots els actes polítics i legals derivats del pacte Ribbentrop-Molotov, incloent-hi la incorporació forçosa de Transnístria al seu propi territori. Però els serveis secrets moldaus –fora de tot control polític– intenten impedir la separació de Transnístria segrestant el líder Igor Smirnov en territori ucraïnès. El govern transnistri de Tiraspol manté la seva posició i proclama ràpidament la seva independència. El nou estat exigeix a més l'alliberament immediat del seu president o, altrament, interromprà els seus lliuraments de gas i d'electricitat a la nova Moldàvia. En definitiva, Moldàvia i Transnístria confirmen cadascuna la seva pròpia independència a través d'un referèndum i designen els seus nous dirigents. Però hi ha enfrontaments armats entre les Unitats Especials del Ministeri de l'Interior de Moldàvia i la Guàrdia Nacional de Transnístria. Moldàvia no sols fracassa en l'intent de desplaçar la frontera cap a l'est sinó que Bendery, ciutat de llengua russa situada a la riba occidental del riu Dnièster, passa al costat de Tiraspol.

### Guerra de Transnístria
La Guerra de Transnístria es va produir després dels enfrontaments armats a escala limitada que van esclatar entre els independentistes de Transnístria i Moldàvia ja el novembre de 1990 a Dubăsari. Voluntaris, inclosos els cosacs, van arribar des de Rússia per ajudar el bàndol transnistri. A mitjans d'abril de 1992, en virtut dels acords sobre la divisió de l'equip militar de l'antiga Unió Soviètica negociats entre les antigues 15 repúbliques els mesos anteriors, Moldàvia va crear el seu propi Ministeri de Defensa. Segons el decret de la seva creació, la major part de l'equip militar del 14è Exèrcit Soviètic havia de ser conservat per Moldàvia. A partir del 2 de març de 1992, es va produir una acció militar concertada entre Moldàvia i Transnístria. Els combats es van intensificar a principis de 1992. L'antic 14è Exèrcit de Guàrdies soviètic es va incorporar al conflicte en la seva fase final, obrint foc contra les forces moldaves; hi van morir aproximadament 700 persones. Des d'aleshores Moldàvia no ha exercit cap control o influència efectiva sobre les autoritats de Transnístria. Un acord d'alto el foc, signat el 21 de juliol de 1992, s'ha mantingut fins ara.

### Noves negociacions

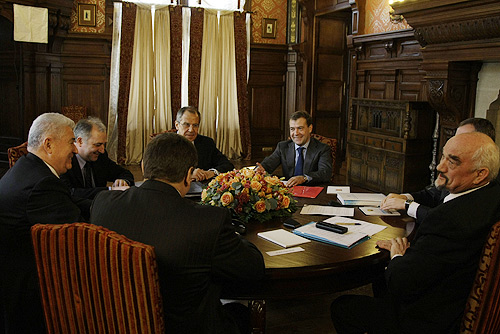
Igor Smirnov amb Vladimir Voronin i Dmitri Medvédev a Barvikha, 18 de març de 2009

L'Organització per a la Seguretat i la Cooperació a Europa (OSCE) intenta facilitar una solució negociada. Sota els auspicis de l'OSCE, el 8 de maig de 1997 el president de Moldàvia, Petru Lucinschi, i el president de Transnístria, Igor Smirnov, van signar el «Memoràndum sobre els principis de normalització de les relacions entre la República de Moldàvia i Transnístria», també conegut com a «Memoràndum Primakov», que sostenia l'establiment de relacions jurídiques i estatals, encara que les disposicions del memoràndum van ser interpretades de forma diferent pels dos governs.
El novembre de 2003, Dmitry Kozak, conseller del president rus Vladímir Putin, va proposar un memoràndum sobre la creació d'un estat federal moldau asimètric, en què Moldàvia tindria la majoria i Transnístria seria una part minoritària de la federació. Conegut com «el memoràndum Kozak», no coincidia amb la posició de Transnístria, que buscava la igualtat d'estatus entre Transnístria i Moldàvia, però atorgava a Transnístria poders de veto sobre futurs canvis constitucionals; això va animar Transnístria a signar-lo. El president moldau, Vladimir Voronin, va donar suport inicialment al pla, però es va negar a signar-lo després de l'oposició interna i la pressió internacional de l'OSCE i els Estats Units, i després que Rússia donés suport a la demanda de Transnístria de mantenir una presència militar russa durant els següents 20 anys com a garantia de la federació prevista.
El format 5+2 (o converses 5+2; compost per Transnístria, Moldàvia, Ucraïna, Rússia i l'OSCE, més Estats Units i la UE com a observadors externs) per a la negociació es va iniciar el 2005 per tractar-ne els problemes, però sense resultats durant molts anys, ja que se'n va suspendre. El febrer de 2011, se'n va iniciar de nou a Viena.
Després de l'annexió de Crimea per part de Rússia el març de 2014, el cap del Parlament de Transnístria va demanar d'unir-se a Rússia.

## Situació política
Transnístria és considerada internacionalment com a part de Moldàvia, per tant cap estat en reconeix la independència. Transnístria formava part de la República Socialista Soviètica de Moldàvia i n'era la regió més industrialitzada. La capital n'és Tiraspol.
La població de Transnístria, després de rebutjar l'intent d'invasió moldava (amb suport dels EUA i Romania) el juny de 1992, amb l'ajut del 14è exèrcit rus, ha seguit manifestant la voluntat d'independència respecte a Moldàvia. Rússia manté a Transnístria un grup de 1.700 soldats i un grup operatiu de l'exèrcit rus que controla els arsenals que van arribar després de la desintegració de l'URSS. El Kremlin ha reconegut oficialment que Transnístria pertany a Moldàvia, però no en retira el seu exèrcit, per conservar la seva influència a la zona, remetent-se a les converses 5+2.
El Consell Suprem de la República Moldava de Transnístria (en moldau: Радул, Verkhovnа Radа Prydnistrovskoyi (Moldavskoyi Respubliky) és el cos legislatiu de la República de Transnístria. És de caràcter unicameral i consta de 33 escons elegits mitjançant eleccions multipartidistes per a un període de cinc anys.
Igor Smirnov, antic dirigent del Consell Col·lectiu del Treball (OTSK) i líder del partit República, fou el president de la República de Transnístria des de 1991 fins a 2011, Yevgueni Shevchuk, del partit Renovació, el succeí fins a 2016, i després Vadim Krasnoselski.
Les autoritats de Transnístria s'han oposat fermament a l'educació en romanès imposada pel govern moldau. Actualment l'educació es fa majoritàriament en rus i en moldau. De fet, la llengua moldava no existeix com a tal segons la filologia internacional, sinó que és simplement el romanès escrit en alfabet ciríl·lic.

## Població
En l'últim cens de 1989 la població era de 546.400 persones.
A partir del 1990, Transnístria ha patit un fort procés migratori. Molta població moldava o romanesa ha sortit de l'autoproclamada república.

### Grups ètnics

#### Cens de 1989
- Moldaus (romanesos): 40%
- Ucraïnesos: 28%
- Russos: 24%
- Altres: 8%

#### Cens de 2004*
- Moldaus (romanesos): 32%
- Ucraïnesos: 30%
- Russos: 29%

*El cens del 2004 no ha estat realitzat per la RMT. Les dades provenen de diverses estimacions. La validesa de les dades no ha estat confirmada.

## Regions administratives

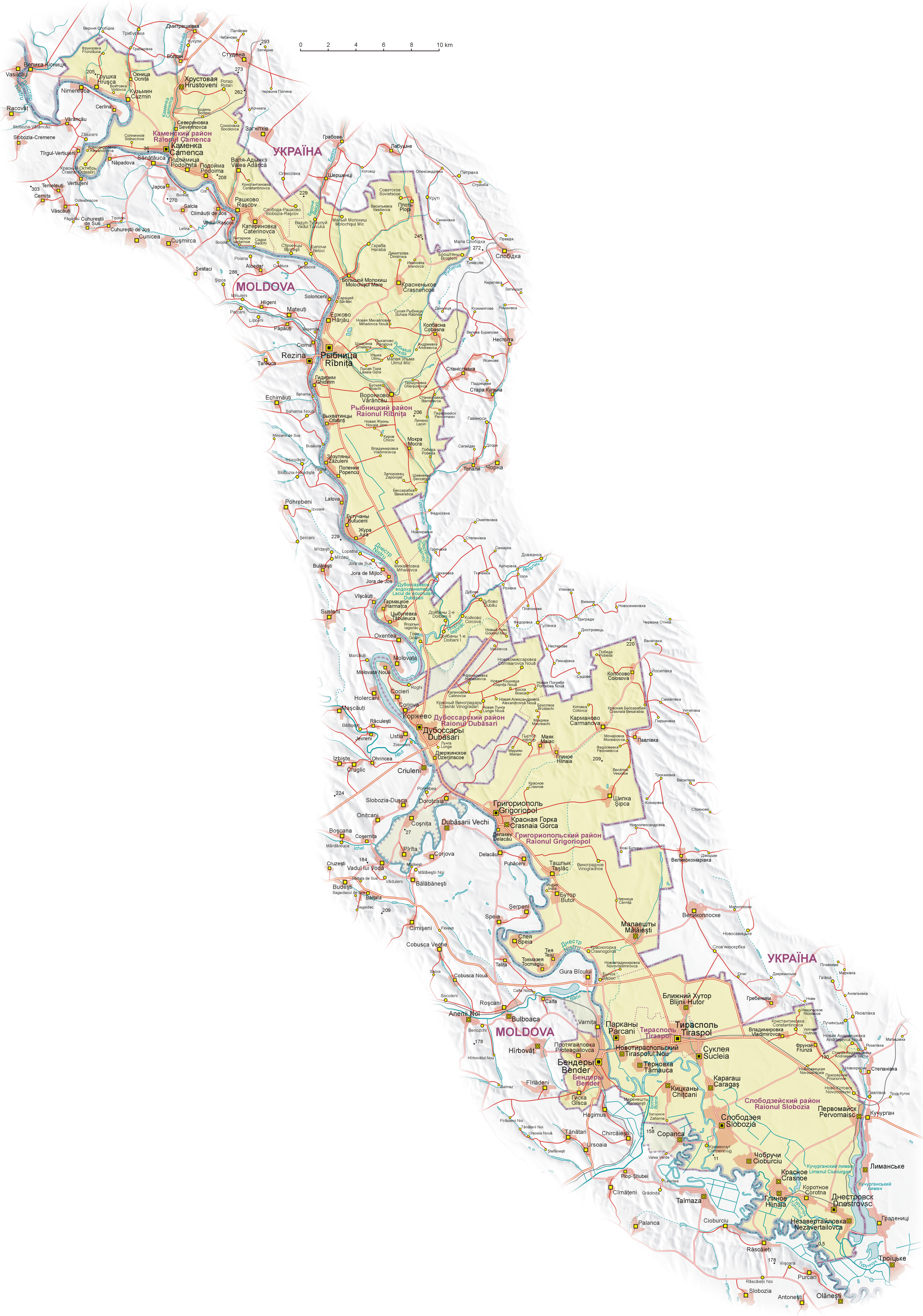
Mapa de Transnístria amb les seues regions administratives i reclamacions territorials.

- Camenca
- Dubăsari
- Grigoriopol
- Rîbnița
- Slobozia
- Tiraspol
- Tighina

## Himne
- L'himne de Transnístria el va compondre el compositor Boris Alexandrovich Alexandrov (1905-1994).[27]